# 大生部兵主神社
大生部兵主神社（おおいくべひょうずじんじゃ）は、兵庫県豊岡市但東町薬王寺にある神社。「天王さん」の呼び名で、古くから親しまれている。江戸時代は牛頭天王社、薬王寺天王社と称していた。

## 天王さん
天王さんは牛の神様とされる。

## 歴史
- 斎衡元年(856年) 現在地に鎮座
- 天正18年(1590年)社領没収
- 貞享5年(1688)本殿再建
- 明治16年(1883) 大生部神社を大生部兵主神社に改称

## 高橋地区と牛の関係
薬王寺では小牛酒という行事があり、メス牛が生まれたら宴を開催し、皆を招待していた。費用の９割はこの家が負担していたとされる。12月に行われる牛市にむけて繁殖牛であるメス牛が生まれることを願い、天王さんへ参拝した。